# Queen of Tears
Queen of Tears (hangul: 눈물의 여왕; RR: Nunmul-ui yeowang) är en sydkoreansk TV-serie. Den sändes på tvN från 9 mars till 28 april 2024. Kim Soo-hyun och Kim Ji-won spelar i huvudrollerna.
I Sverige och Finland finns serien tillgänglig för streaming på Netflix.

## Rollista (i urval)
- Kim Soo-hyun som Baek Hyun-woo
- Kim Ji-won som Hong Hae-in
- Park Sung-hoon som Yoon Eun-sung / David Yoon
- Kwak Dong-yeon som Hong Soo-cheol
- Lee Joo-bin som Cheon Da-hye